# Шакълтън (шелфов ледник)
Шелфовият ледник Шакълтън (на английски: Shackleton Ice Shelf) е седмият по големина (33 820 km²) шелфов ледник край бреговете на Антарктида. Заема част от крайбрежието на Източна Антарктида, край Брега Правда на Земя кралица Мери и Брега Нокс на Земя Уилкс, в акваторията на море Дейвис на запад и акваторията на море Моусън на север и изток в Индоокеанския сектор на Южния океан. Простира се от запад на изток на протежение от 440 km между 95°30’ и 105° и.д., ширина от север на юг 170 km, площ 33 820 km². От север в него се вдава големия залив Малигинци. Надморската му височина варира от 15 до 80 m, а дебелината на леда – от 180 до 200 m. В западната му част се издигат куполите Мейсън (471 m) и Хендерсън (252 m), а в източната – куполите Мил (326 m), Новосилски (104 m) и Боумън (286 m). Южно от шелфовия ледник, в близост до брега се издигат ниски възвишения и планини с височина 1000 – 1600 m, от които в средната му част се „вливат“ два големи континентални ледника Денман и Скот. Между ледника Скот и шелфовия ледник Шакълтън е разположен „оазисът“ Бангер, в който се намира лагунното езеро Фигурно, което подледово се свързва с водите на море Моусън под шелфовия ледник.
Шелфовият ледник Шакълтън е открит на 17 февруари 1840 г. от американската антарктическа експедиция (1839 – 41) с ръководител Чарлз Уилкс. По време на австралийската антарктическа експедиция (1911 – 14) шелфовият ледник е изследван и частично картиран, а нейният ръководител Дъглас Моусън го наименува в чест на видния английски антарктически изследовател Ърнест Шакълтън През 1956 – 58 г. е детайлно изследван, топографски заснет и картиран от 1-вата Съветски антарктически експедиции.